# كأس العالم للهوكي 2014
كأس العالم للهوكي 2014 (بالهولندية: Wereldkampioenschap hockey mannen 2014)‏ هو الموسم 13 من  كأس العالم للهوكي. أقيم خلال الفترة 2014 وحتى 2014، وأشرف على تنظيمه الاتحاد الدولي للهوكي.